# Berendéi

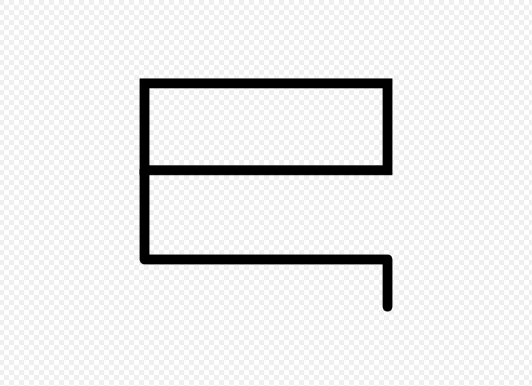
Imagen de Berendéi

Los berendéi, berendichi o berendi (en ruso: Беренде́и, берендичи, берендии; en antiguo eslavo oriental: береньдѣи, береньдичи; en ucraniano: берендеї, берендичі; en polaco: berendejowie, en húngaro: berendek, en rumano: berindei, en turco: berendiler) era un pueblo túrquico nómada que recorrió las estepas orientales de Europa entre los siglos XI y XIII. Se separaron de los oghuz.

## Historia
En 1097 son mencionados por primera vez en los anales rusos en relación con un acontecimiento anterior: junto a torki y pechenegos, los berendéi se alían con el príncipe de Terebovlia Vasilko Rostislávich. Eran vasallos de los príncipes de la Rus de Kiev, combatiendo a otros príncipes en luchas intestinas o contra los cumanos o polovtsianos (guerras ruso-polovtsianas). Los nómadas no eran un súbdito sencillo, pues aspiraban a conservar la independencia y constantemente imponían a los principados una forma federativa de relación política, lo que era fuente de frecuentes conflictos, por lo que serían expulsados del Rus por Vladímir Monómaco en 1121.
Treinta mil berendéi llegaron en 1139 enviados por la corona húngara en auxilio de Yaropolk II Vladímirovich de Kiev en su pugna contra Vsévolod Ólgovich de Chernígov. Se entiende que era la misma horda que Vladímir Monómaco había expulsado dieciocho años atrás. Yaropolk les otorgó tierras junto al río Ros', quedando desde entonces como aliados del Rus'. En 1146 los berendéi, junto a algunos torki y pechenegos se declaran vasallos del Rus' como chorni klobuki ("sombreros negros").
En 1155 berendéi al servicio de Yuri Dolgoruki en su Principado de Kiev de 1155-1157 capturaron a muchos prisioneros polovtsianos. Los supervivientes de la batalla acudieron a Kiev a pedir al príncipe que ordenara a los mercenarios la devolución de los cautivos. Sin embargo, los berendéi se han negado, afirmando que ellos ponían la vida por el honor del príncipe y por la tierra del Rus, pero los prisioneros eran de su propiedad.
La toponimia testimonia la presencia de berendéi en la tierra de Vladímir-Súzdal (la slobodá Berendéyeva, Berendéyevo, el pantano Berendéyevo, etc.). Según A. S. Pletniova, estos berendéi llegarían aquí desde el Ros' en tiempos de las guerras de Andréi Bogoliubski contra Kiev. El anal de Ipatiev de 1158 informa de la presencia de berendéi en el ejército del príncipe de Volinia Mstislav Iziaslávich, lo que explica algunos topónimos en Ucrania occidental. Los berendéi habrían sido asentados allí en los tiempos en que su padre, Iziaslav Mstislávich. El Códice de Hipacio afirma en varias ocasiones el aprecio de este príncipe por los chorni klobuki.
Se integraron en la población de las ciudades rusas existentes y fundaron otras como Tórchesk (capital de los chorni klobuki en el Ros', Sakov, Berendéyevo, Izheslavl, Urnáyev y otras. Cada horda recibía un territorio, los berendéi han recibido de los príncipes de Kiev las tierras del curso alto del Ros', alrededor de Rostovets, donde establecieron sus asentamientos principales y también pequeños fuertes para la defensa. En 1177 hay una incursión polovtsiana (cumana) que ataca seis ciudades de los berendéi, según los anales.
Los anales dejan de mencionarlos en el siglo XIII En los tiempos de la invasión mongolo-tártara de Rusia se asimilaron a la Horda de Oro o emigraron hacia Hungría, Rumanía y Bulgaria.

## En la cultura
La obra de Aleksandr Ostrovski La niña de las nieves de 1873 está ambientada en "el reino de los berendéi buenos", aunque no tiene nada que ver con los berendéis reales.
Las obras Chornye klobuki y Berendéi del escritor kazajo Olzhas Suleiménov tratan sobre este pueblo túrquico.